# Henrik Coppens
Henrik Coppens, talvolta citato come Rik Coppens (Anversa, 29 aprile 1930 – Anversa, 5 febbraio 2015), è stato un calciatore e allenatore di calcio belga, di ruolo attaccante.
È ricordato come l'inventore del "rigore a due tocchi", che ha avuto pochi seguaci: Johan Cruyff con Jesper Olsen, Lionel Messi assieme a Luis Suárez, mentre, in Italia, il primato lo hanno i gemelli Marco e Mario Piga.

## Carriera

### Calciatore

#### Club
Ha giocato per 15 anni, dal 1946 al 1961, con il Beerschot con cui è stato vincitore del titolo di Calciatore dell'anno in Belgio nella prima edizione di tale trofeo (1954), nonché per due volte capocannoniere della prima divisione belga: nel 1952-1953 e nel 1954-1955.
Nel 1961 si è trasferito allo Charleroi dove è rimasto una sola stagione; dal 1962 è sceso in seconda serie con il RWD Molenbeek e nel 1967 Berchem. Ha chiuso la carriera in quarta serie, disputando la stagione 1969-1970 con il Tubantia Borgerhout.

#### Nazionale
Esordì in nazionale il 13 marzo 1949, disputando da titolare l'amichevole contro i Paesi Bassi. Il 23 novembre 1949, al suo secondo incontro, segnò la prima rete in nazionale, quella della bandiera nella rovinosa sconfitta 5-1 dell'amichevole contro il Galles. Il 6 aprile 1952 mise a segno la sua prima doppietta in nazionale nell'amichevole contro i Paesi Bassi vinta dai diavoli rossi per 4-2, mentre il 25 maggio 1953 realizzò addirittura una tripletta nella partita contro la Finlandia valida per le qualificazioni al campionato mondiale di calcio 1954.
Ha partecipato nel 1954 con la nazionale belga ai Mondiali in Svizzera, disputando entrambe le partite giocate dai diavoli rossi e segnando una rete nel pareggio per 4-4 con l'Inghilterra. In tutto, tra il 1949 e il 1959 ha giocato 47 gare con il Belgio, segnando 21 reti.

### Allenatore
Smessi i panni del calciatore, nel 1971 ha cominciato la carriera di allenatore guidando il Berchem, dove rimane per tre stagioni. Tra il 1974 e il 1978 torna al Beerschot, stavolta come allenatore, riuscend a vincere la Coppa d'Estate 1978. Tra il 1978 e il 1981 è di nuovo alla guida del Berchem. Nella stagione 1981-1982 è allenatore del Club Bruges, mentre tra il 1982 e il 1984 torna per la terza e ultima volta al Beerschot.

## Statistiche

### Cronologia presenze e reti in nazionale
| Cronologia completa delle presenze e delle reti in nazionale ― Belgio | Cronologia completa delle presenze e delle reti in nazionale ― Belgio | Cronologia completa delle presenze e delle reti in nazionale ― Belgio | Cronologia completa delle presenze e delle reti in nazionale ― Belgio | Cronologia completa delle presenze e delle reti in nazionale ― Belgio | Cronologia completa delle presenze e delle reti in nazionale ― Belgio | Cronologia completa delle presenze e delle reti in nazionale ― Belgio | Cronologia completa delle presenze e delle reti in nazionale ― Belgio |
| Data                                                                  | Città                                                                 | In casa                                                               | Risultato                                                             | Ospiti                                                                | Competizione                                                          | Reti                                                                  | Note                                                                  |
| --------------------------------------------------------------------- | --------------------------------------------------------------------- | --------------------------------------------------------------------- | --------------------------------------------------------------------- | --------------------------------------------------------------------- | --------------------------------------------------------------------- | --------------------------------------------------------------------- | --------------------------------------------------------------------- |
| 13-3-1949                                                             | Amsterdam                                                             | Paesi Bassi                                                           | 3 – 3                                                                 | Belgio                                                                | Amichevole                                                            | -                                                                     |                                                                       |
| 23-11-1949                                                            | Cardiff                                                               | Galles                                                                | 5 – 1                                                                 | Belgio                                                                | Amichevole                                                            | 1                                                                     |                                                                       |
| 16-4-1950                                                             | Anversa                                                               | Belgio                                                                | 2 – 0                                                                 | Paesi Bassi                                                           | Amichevole                                                            | -                                                                     |                                                                       |
| 10-5-1950                                                             | Bruxelles                                                             | Belgio                                                                | 5 – 1                                                                 | Irlanda                                                               | Amichevole                                                            | -                                                                     |                                                                       |
| 4-6-1950                                                              | Bruxelles                                                             | Belgio                                                                | 4 – 1                                                                 | Francia                                                               | Amichevole                                                            | -                                                                     |                                                                       |
| 1-11-1950                                                             | Colombes                                                              | Francia                                                               | 3 – 3                                                                 | Belgio                                                                | Amichevole                                                            | -                                                                     |                                                                       |
| 20-5-1951                                                             | Bruxelles                                                             | Belgio                                                                | 0 – 5                                                                 | Scozia                                                                | Amichevole                                                            | -                                                                     |                                                                       |
| 24-2-1952                                                             | Bruxelles                                                             | Belgio                                                                | 2 – 0                                                                 | Italia                                                                | Amichevole                                                            | -                                                                     |                                                                       |
| 23-3-1952                                                             | Vienna                                                                | Austria                                                               | 2 – 0                                                                 | Belgio                                                                | Amichevole                                                            | -                                                                     |                                                                       |
| 6-4-1952                                                              | Anversa                                                               | Belgio                                                                | 4 – 2                                                                 | Paesi Bassi                                                           | Amichevole                                                            | 2                                                                     |                                                                       |
| 22-5-1952                                                             | Bruxelles                                                             | Belgio                                                                | 1 – 2                                                                 | Francia                                                               | Amichevole                                                            | -                                                                     |                                                                       |
| 26-11-1952                                                            | Wembley                                                               | Inghilterra                                                           | 5 – 0                                                                 | Belgio                                                                | Amichevole                                                            | -                                                                     |                                                                       |
| 25-12-1952                                                            | Colombes                                                              | Francia                                                               | 0 – 1                                                                 | Belgio                                                                | Amichevole                                                            | -                                                                     |                                                                       |
| 19-3-1953                                                             | Barcellona                                                            | Spagna                                                                | 3 – 1                                                                 | Belgio                                                                | Amichevole                                                            | -                                                                     |                                                                       |
| 19-4-1953                                                             | Amsterdam                                                             | Paesi Bassi                                                           | 0 – 2                                                                 | Belgio                                                                | Amichevole                                                            | 1                                                                     |                                                                       |
| 14-5-1953                                                             | Bruxelles                                                             | Belgio                                                                | 1 – 3                                                                 | Jugoslavia                                                            | Amichevole                                                            | -                                                                     |                                                                       |
| 25-5-1953                                                             | Helsinki                                                              | Finlandia                                                             | 2 – 4                                                                 | Belgio                                                                | Qual. Mondiali 1954                                                   | 3                                                                     |                                                                       |
| 28-5-1953                                                             | Solna                                                                 | Svezia                                                                | 2 – 3                                                                 | Belgio                                                                | Qual. Mondiali 1954                                                   | -                                                                     |                                                                       |
| 23-9-1953                                                             | Bruxelles                                                             | Belgio                                                                | 2 – 2                                                                 | Finlandia                                                             | Qual. Mondiali 1954                                                   | -                                                                     |                                                                       |
| 8-10-1953                                                             | Bruxelles                                                             | Belgio                                                                | 2 – 0                                                                 | Svezia                                                                | Qual. Mondiali 1954                                                   | -                                                                     |                                                                       |
| 25-10-1953                                                            | Rotterdam                                                             | Paesi Bassi                                                           | 1 – 0                                                                 | Belgio                                                                | Amichevole                                                            | -                                                                     |                                                                       |
| 22-11-1953                                                            | Zurigo                                                                | Svizzera                                                              | 2 – 2                                                                 | Belgio                                                                | Amichevole                                                            | -                                                                     |                                                                       |
| 14-3-1954                                                             | Bruxelles                                                             | Belgio                                                                | 0 – 0                                                                 | Portogallo                                                            | Amichevole                                                            | -                                                                     |                                                                       |
| 4-4-1954                                                              | Anversa                                                               | Belgio                                                                | 4 – 0                                                                 | Paesi Bassi                                                           | Amichevole                                                            | 2                                                                     |                                                                       |
| 9-5-1954                                                              | Zagabria                                                              | Jugoslavia                                                            | 0 – 2                                                                 | Belgio                                                                | Amichevole                                                            | 1                                                                     |                                                                       |
| 30-5-1954                                                             | Bruxelles                                                             | Belgio                                                                | 3 – 3                                                                 | Francia                                                               | Amichevole                                                            | -                                                                     |                                                                       |
| 17-6-1954                                                             | Basilea                                                               | Belgio                                                                | 4 – 4                                                                 | Inghilterra                                                           | Mondiali 1954 - 1º turno                                              | 1                                                                     |                                                                       |
| 20-6-1954                                                             | Lugano                                                                | Belgio                                                                | 1 – 4                                                                 | Italia                                                                | Mondiali 1954 - 1º turno                                              | -                                                                     |                                                                       |
| 26-9-1954                                                             | Bruxelles                                                             | Belgio                                                                | 2 – 0                                                                 | Germania Ovest                                                        | Amichevole                                                            | 1                                                                     |                                                                       |
| 24-10-1954                                                            | Anversa                                                               | Belgio                                                                | 4 – 3                                                                 | Paesi Bassi                                                           | Amichevole                                                            | 2                                                                     |                                                                       |
| 11-11-1954                                                            | Colombes                                                              | Francia                                                               | 2 – 2                                                                 | Belgio                                                                | Amichevole                                                            | -                                                                     |                                                                       |
| 16-1-1955                                                             | Bari                                                                  | Italia                                                                | 1 – 0                                                                 | Belgio                                                                | Amichevole                                                            | -                                                                     |                                                                       |
| 3-4-1955                                                              | Amsterdam                                                             | Paesi Bassi                                                           | 1 – 0                                                                 | Belgio                                                                | Amichevole                                                            | -                                                                     |                                                                       |
| 25-9-1955                                                             | Praga                                                                 | Cecoslovacchia                                                        | 5 – 2                                                                 | Belgio                                                                | Amichevole                                                            | 1                                                                     |                                                                       |
| 28-9-1955                                                             | Bucarest                                                              | Romania                                                               | 1 – 0                                                                 | Belgio                                                                | Amichevole                                                            | -                                                                     |                                                                       |
| 16-10-1955                                                            | Rotterdam                                                             | Paesi Bassi                                                           | 2 – 2                                                                 | Belgio                                                                | Amichevole                                                            | -                                                                     |                                                                       |
| 23-12-1956                                                            | Colonia                                                               | Germania Ovest                                                        | 4 – 1                                                                 | Belgio                                                                | Amichevole                                                            | -                                                                     |                                                                       |
| 28-4-1957                                                             | Amsterdam                                                             | Paesi Bassi                                                           | 1 – 1                                                                 | Belgio                                                                | Amichevole                                                            | -                                                                     |                                                                       |
| 26-5-1957                                                             | Bruxelles                                                             | Belgio                                                                | 1 – 0                                                                 | Romania                                                               | Amichevole                                                            | -                                                                     |                                                                       |
| 5-6-1957                                                              | Bruxelles                                                             | Belgio                                                                | 8 – 3                                                                 | Islanda                                                               | Qual. Mondiali 1958                                                   | -                                                                     |                                                                       |
| 17-11-1957                                                            | Rotterdam                                                             | Paesi Bassi                                                           | 5 – 2                                                                 | Belgio                                                                | Amichevole                                                            | -                                                                     |                                                                       |
| 2-3-1958                                                              | Bruxelles                                                             | Belgio                                                                | 0 – 2                                                                 | Germania Ovest                                                        | Amichevole                                                            | -                                                                     |                                                                       |
| 13-4-1958                                                             | Anversa                                                               | Belgio                                                                | 2 – 7                                                                 | Paesi Bassi                                                           | Amichevole                                                            | -                                                                     |                                                                       |
| 24-5-1959                                                             | Bruxelles                                                             | Belgio                                                                | 0 – 2                                                                 | Austria                                                               | Amichevole                                                            | -                                                                     |                                                                       |
| 14-6-1959                                                             | Vienna                                                                | Austria                                                               | 4 – 2                                                                 | Belgio                                                                | Amichevole                                                            | 1                                                                     |                                                                       |
| 4-10-1959                                                             | Rotterdam                                                             | Paesi Bassi                                                           | 9 – 1                                                                 | Belgio                                                                | Amichevole                                                            | -                                                                     |                                                                       |
| Totale                                                                |                                                                       | Presenze                                                              | 47                                                                    |                                                                       | Reti                                                                  | 21                                                                    |                                                                       |

## Palmarès

### Calciatore

#### Individuale
- Capocannoniere del campionato belga: 2

1952-1953, 1954-1955
- Calciatore dell'anno in Belgio: 1

1954

### Allenatore

#### Club
- Coppa Piano Karl Rappan: 1

Beerschot: 1978